# غويلرمو فاسكيز
غويلرمو فاسكيز (بالإسبانية: Guillermo Vázquez Herrera)‏ (25 مايو 1967 بمدينة مكسيكو في المكسيك - ) هو مدرب كرة قدم ولاعب كرة قدم مكسيكي في مركز الوسط. شارك مع منتخب المكسيك لكرة القدم. أما مع النوادي، فقد لعب مع نادي أطلس ونادي أونيفرسيداد ناسيونال ونادي باتشوكا ونادي تيكوس ونادي مونتيري وطوروس نيزا.

## مسيرته الكروية
لعب غويلرمو فاسكيز خلال مسيرته الاحترافية مع 5 أندية في ستة عشر موسمًا وسجل خلالها 48 هدفًا ضمن 377 مباراة. حيث فاز في موسم واحد بالكأس وفي موسمين بالدوري.
خاض غويلرمو فاسكيز مسيرته مع نادي أونيفرسيداد ناسيونال في موسم 1984–85 ليلعب معه ستة مواسم، مشاركًا في 154 مباراة سجل خلالها 19 هدفًا. ثم انتقل إلى نادي تيكوس في موسم 1990–91 في المرة الأولى لمدة موسم واحد ثم في موسم 1992–93 ولمدة موسمين، حيث شارك طوالها في 67 مباراة سجل خلالها 8 أهداف. لينتقل بعدها إلى نادي مونتيري في موسم 1991–92 لمدة موسم واحد، مشاركًا في 23 مباراة سجل خلالها هدفًا واحدًا. ثم انتقل إلى نادي طوروس نيزا في موسم 1994–95 ليلعب معه أربعة مواسم، مشاركًا في 110 مباراة سجل خلالها 18 هدفًا. هذا وانتقل لاحقًا إلى نادي باتشوكا في موسم 1998–99 ولمدة موسمين، مشاركًا في 23 مباراة سجل خلالها هدفين.

## وصلات خارجية
- غويلرمو فاسكيز على موقع قاعدة بيانات كرة القدم.إي يو (الإنجليزية)
- غويلرمو فاسكيز على موقع ناشيونال فوتبول تيمز (الإنجليزية)
- غويلرمو فاسكيز على موقع Soccerway.com (الإنجليزية)